# María Isabel
María Isabel (n. 4 ianuarie 1995) este o cântăreață din Spania, care a câștigat Concursul Muzical Eurovision Junior 2004.

## Albume
- 2004 – No Me Toques Las Palmas Que Me Conozco
- 2005 – Número 2
- 2006 – Capricornio
- 2007 – Ángeles S.A.
- 2009 – Los Lunnis con María Isabel

## Cântece
- 2004 – „Antes Muerta que Sencilla”
- 2004 – „No Me Toques Las Palmas Que Me Conozco”
- 2004 – „La Vida Es Bella”
- 2005 – „Pues Va A Ser Que No”
- 2006 – „En Mi Jardín (Hope Has Wings)”
- 2006 – „Quién Da La Vez”
- 2006 – „De Qué Vas”
- 2007 – „Cuando No Estás”
- 2009 – „Cosquillitas”

## Premii
- 2004 – locul I la Concursul Muzical Eurovision Junior 2004